# Formica nigrita
Formica nigrita é uma espécie de formiga do gênero Formica, pertencente à subfamília Formicinae.